# Proto (Nereide)
Proto (altgriechisch Πρωτώ) ist in der griechischen Mythologie eine Tochter des Nereus und der Okeanide Doris und somit eine der Nereiden.
Homer erwähnt sie in der Ilias im Rahmen seiner Aufzählung der Nereiden, ebenso Hesiod in seiner Theogonie, der den Namen zweimal anführt. Im Nereidenkatalog bei Hyginus Mythographus fehlt sie genauso wenig wie im entsprechenden Katalog der Bibliotheke des Apollodor.
Die doppelte Nennung bei Hesiod führte zu Diskussionen und Konjekturen. Als Beischrift auf einem Skyphos des Xenotimos in der Antikensammlung Berlin ist der Nereidenname Ploto belegt. Auf dieser Grundlage wurde vorgeschlagen, die Erstnennung bei Hesiod dahingehend zu ändern. Allerdings las Ioannes Diaconus Galenus in Vers 243 der Theogonie nach der ihm vorliegenden Handschrift Πρωθώ („Protho“) und in dieser Form – Protho – wurde der Name auch im heute verlorenen Codex Frisingensis 237, der einzig erhaltenen Handschrift der Genealogiae (Fabulae) des Hyginus, überliefert.